# Resolution 1973 des UN-Sicherheitsrates
Die Resolution 1973 des UN-Sicherheitsrates ist eine Resolution, die der Sicherheitsrat der Vereinten Nationen in seiner 6498. Sitzung am Abend des 17. März 2011 mit zehn Befürwortern und fünf Enthaltungen verabschiedete. Der Sicherheitsrat reagierte damit auf die sich verschärfende Situation des Bürgerkriegs in Libyen.

## Inhalt
Das Gremium stellte fest, dass es die libyschen Behörden versäumt haben, sich an die Resolution 1970 des UN-Sicherheitsrates zu halten. In dieser Resolution war die libysche Regierung aufgefordert worden, ihre Zivilbevölkerung zu schützen, und es war ein Waffenembargo verhängt worden. Es verurteilte die massiven und systematischen Verletzungen der Menschenrechte und willkürliche Verhaftungen sowie Verschleppung, Folter und standrechtliche Hinrichtungen und außerdem die Akte der Brutalität und Einschüchterung gegenüber Journalisten und Medienvertretern sowie deren Hilfskräften und drängte auf die Einhaltung der Resolution 1738 (2006).
Sie fordert an erster Stelle einen sofortigen Waffenstillstand und ein vollständiges Ende der Gewaltanwendungen und aller Angriffe gegen Zivilisten.
Als zweites spricht sie sich für eine Intensivierung der Anstrengungen aus, eine Lösung zu finden, die „den legitimen Forderungen des libyschen Volkes Rechnung trägt“ und weist auf die Entscheidung des Generalsekretärs der Vereinten Nationen hin, seinen Sondergesandten für Libyen, Abdul Ilah al-Chatib, nach Libyen zu entsenden. Des Weiteren wird auf die Entscheidung des Sicherheitsrates der Afrikanischen Union hingewiesen, eine Vermittlergruppe nach Libyen zu entsenden, die dort einen Dialog voranbringen soll, der zu einer friedlichen und dauerhaften Lösung führen solle.
Darüber hinaus ermächtigt die Resolution ihre Mitgliedstaaten, eine Flugverbotszone über Libyen einzurichten und „alle notwendigen Maßnahmen zum Schutze der Bevölkerung“ zu ergreifen. Jegliche Besatzung libyschen Territoriums in irgendeiner Form durch eine ausländische Macht wurde jedoch ausgeschlossen. Ausgeschlossen wird auch eine Lesart, der gemäß das mit Resolution 1970 über Libyen verhängte Waffenembargo nun aufgehoben sein könnte. Das allgemeine Waffenembargo wird also ausdrücklich bestätigt.
Der Resolutionstext weist auf die Bedeutung der Arabischen Liga für den Frieden und die Sicherheit in der Region hin und forderte die Organisation unter Kapitel VIII der Charta der Vereinten Nationen dazu auf, sich an der Umsetzung einer Flugverbotszone zu beteiligen.

## Abstimmung und Ergebnis
Kurz vor der Abstimmung hatte der ständige Vertreter der Russischen Föderation bei den Vereinten Nationen Witali Tschurkin vorgeschlagen, der UN-Sicherheitsrat solle zuerst über eine Resolution für einen Waffenstillstand in Libyen abstimmen. Die Botschafterin der Vereinigten Staaten bei den Vereinten Nationen Susan Rice sagte daraufhin, eine Mehrheit im Sicherheitsrat sei gegen eine separate Resolution für einen Waffenstillstand. Ein Waffenstillstand könnte aber in die Resolution über eine Flugverbotszone aufgenommen werden.
Für die Annahme waren mindestens neun Stimmen und das Ausbleiben eines Vetos notwendig. Zehn Ratsmitglieder stimmten dann für die Resolution 1973, und da es kein Veto gab, wurde sie angenommen.
Daneben gab es fünf Enthaltungen: China und Russland als ständige, Brasilien, Deutschland und Indien als nicht-ständige Mitglieder des Rats.
Für die Resolution 1973 stimmten von den ständigen Mitgliedern: Vereinigte Staaten, Frankreich und das Vereinigte Königreich. Von den nicht-ständigen Mitgliedern kamen sieben pro-Stimmen: Bosnien und Herzegowina und Portugal aus Europa, die afrikanischen Staaten Gabun, Nigeria und Südafrika, das lateinamerikanische Kolumbien, sowie mit dem Libanon der einzige arabisch-muslimische Staat im Sicherheitsrat. Der Libanon hatte sich auch maßgeblich an der Formulierung der Resolution beteiligt.
Chinas Vertreter Li Baodong erklärte, dass man ernsthafte Schwierigkeiten mit der Resolution habe, weil eine ganze Reihe konkreter Fragen offen geblieben seien. Nachdem man jedoch den Forderungen der Arabischen Liga und der Afrikanischen Union große Bedeutung zugemessen habe, habe man die Resolution nicht blockieren wollen.
Die deutsche Bundeskanzlerin Angela Merkel erklärte, Deutschland wolle sich nicht an militärischen Maßnahmen beteiligen und habe sich nur deshalb bei der Abstimmung der Stimme enthalten. Die Ziele der Resolution teile Deutschland. Deutschlands Enthaltung dürfe nicht mit Neutralität verwechselt werden.

## Ereignisse nach der Resolution

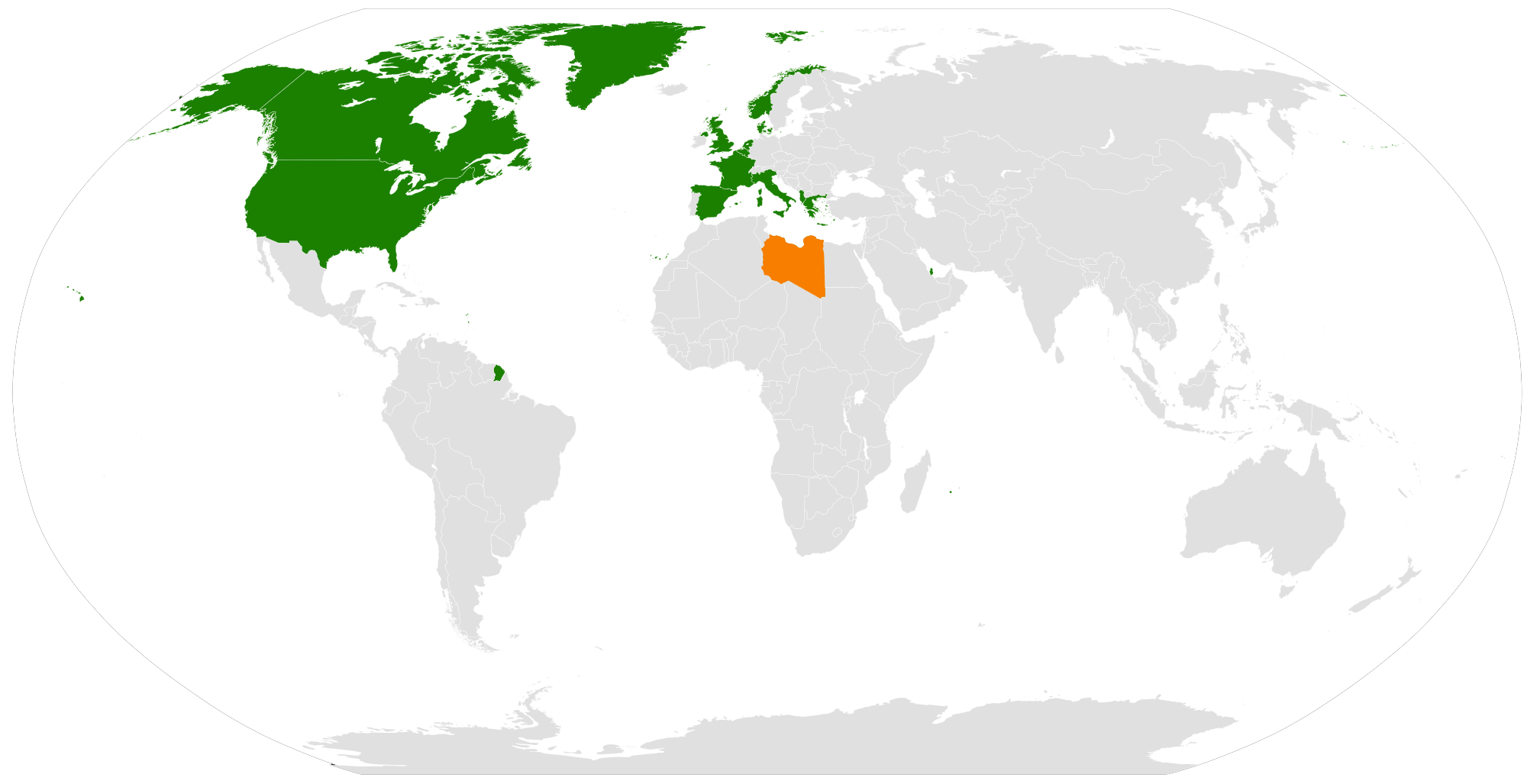
Am anschließenden Militäreinsatz beteiligte Staaten
Libyen

Nach dem in der Resolution festgehaltenen Entschluss des Sicherheitsrates, eine Flugverbotszone über Libyen durchzusetzen, fand der Pariser Gipfel zur Unterstützung des libyschen Volkes statt. Am selben Tag kündigte Frankreich Luftangriffe an. Der libysche Außenminister Mussa Kussa erklärte, sein Land werde der UN-Resolution Folge leisten, und rief einen Waffenstillstand aus.
Nach Beginn der Luftangriffe auf Libyen bestritt Muammar al-Gaddafi die Gültigkeit der Resolution. Er gab an, dass sie im Widerspruch zur Charta der Vereinten Nationen stehe, die jede kriegerische Einmischung in die inneren Angelegenheiten eines Mitgliedslandes verbiete. Am 20. März forderte er zudem eine Dringlichkeitssitzung des UN-Sicherheitsrates in New York.
Den für denselben Tag geplanten Besuch der Vermittlergruppe der Afrikanischen Union in Libyen verbot der UN-Sicherheitsrat. Ein Sprecher der Vermittlergruppe erklärte später, dass man die Vermittlungsmission in Libyen fortführen werde, sobald die libysche Luftverteidigung ausgeschaltet sei. Noch am 19. März beschloss die Vermittlergruppe in Nouakchott ein Kommuniqué, mit dem sie Vertreter der Arabischen Liga, der Organisation der Islamischen Konferenz, der Europäischen Union, der Vereinten Nationen (darunter die fünf ständigen Mitglieder) sowie weitere Partner und Interessensvertreter zu einem Treffen in Addis Abeba am 25. März einlud. Auch wurden Vertreter der libyschen Regierung und des Nationalen Übergangsrates eingeladen, sich so bald wie möglich in Addis Abeba oder einem anderen Ort mit der Vermittlergruppe zu treffen.
Am 21. März war erwartet worden, dass der UN-Sicherheitsrat auf Anregung Chinas zu Libyen beraten werde. Diese Beratung war dann aber abgelehnt und auf den 24. März verschoben worden. Statt der von Libyen geforderten Dringlichkeitssitzung soll nach einer Unterrichtung von UN-Generalsekretär Ban Ki-moon über die Erfüllung der Resolution 1973 beraten werden.
Ban Ki-Moon hat Russland aufgefordert, an der Umsetzung der Libyen-Resolution des UN-Sicherheitsrats mitzuwirken. Alle UN-Mitgliedsstaaten sollten sich an die Resolution halten und ihre Umsetzung ermöglichen, sagte Ban Ki-Moon am 22. März in Tunis. Das gelte auch für Länder, die sich bei der Abstimmung im UN-Sicherheitsrat enthalten hätten. Ban reagierte mit seinen Äußerungen auf eine Frage über die wiederholte Kritik der russischen Regierung am militärischen Vorgehen in Libyen.

### Interpretation des Waffenembargos
Schon in Resolution 1970 hatte der Sicherheitsrat ein Waffenembargo für den libyschen Bürgerkrieg verhängt. Die Botschafterin der Vereinigten Staaten bei den Vereinten Nationen Susan Rice vertrat die Auffassung, dass die Resolution 1973 keine Aussage zu Waffenlieferungen an die Aufständischen enthalte. Sie denke, dass Waffenlieferungen an die Aufständischen zwar nicht ausdrücklich autorisiert würden, dass man jedoch bei sorgfältigem Lesen zu dem Schluss kommen könne, dass Waffenlieferungen an die Aufständischen nicht ausgeschlossen werden. Zu der Frage, ob die USA eine Bewaffnung der Aufständischen planten, wollte sie sich nicht äußern. Nach Auffassung des amerikanischen Politologen Edward C. Luck, des Sonderberaters des UN-Generalsekretärs Ban Ki-Moon, sagten die Resolutionen 1970 und 1973 aber klar aus, dass Waffenembargo und die Forderung nach einem Waffenstillstand für beide Konfliktparteien im libyschen Bürgerkrieg gelten.
Nachdem bekannt geworden war, dass Ägypten „seit ein paar Tagen“ Munition und Waffen an die Aufständischen liefert, hatte das russische Außenministerium die USA auf das Verbot von Waffenlieferungen nach Libyen hingewiesen. Von der britischen Regierung heißt es, sie vertrete die Position, dass das Waffenembargo für die Aufständischen ebenso gelte, wie für die libysche Regierung.
Am 29. März 2011 vertrat US-Präsident Barack Obama die Auffassung, dass die Lieferung von Waffen an die Aufständischen von der Resolution erlaubt sei. Dieselbe Meinung vertrat US-Außenministerin Hillary Clinton: Die Resolution 1973 erweitere in diesem Punkt die Resolution 1970. Der britische Außenminister William Hague unterstützte Clintons Meinung. Der französische Außenminister Alain Juppé meinte dagegen, eine neue UN-Resolution wäre hierfür notwendig. Auch NATO-Generalsekretär Anders Fogh Rasmussen meinte, Waffenlieferungen an die Aufständischen seien nicht von der UN-Resolution 1973 gedeckt. Von Seiten der Gegner von Waffenlieferungen wird geltend gemacht, dass man dann auch Ausbilder nach Libyen entsenden müsste, um die Aufständischen an den Waffen zu trainieren. Weiter gibt es Bedenken, dass die Waffen in die Hände von Terroristen fallen könnten. Unter die Rebellen könnten sich auch Mitglieder der al-Qaida und der Hisbollah-Bewegung gemischt haben.

### Debatte zu Flugverbotszonen in anderen arabischen Staaten
Am 19. März wandten sich Oppositionsgruppen im Jemen mit einem Hilferuf an die internationale Gemeinschaft. Der Weltsicherheitsrat solle auch in ihrem Land politische und moralische Verantwortung übernehmen und entsprechende Maßnahmen zum „Schutz der Zivilpersonen“ einleiten. Am 25. März erklärte Nicolas Sarkozy, dass Frankreich „ab sofort“ immer so reagieren werde wie in Libyen: „Jeder arabische Herrscher muss verstehen, dass die Reaktion der internationalen Gemeinschaft und Europas von nun an jedes Mal die Gleiche sein wird.“ Am 27. März schloss US-Außenministerin Hillary Clinton ein militärisches Eingreifen in Syrien aus. Als Grund gab sie an, dass die Gewalt in Libyen viel schlimmer gewesen sei. In Syrien bombardiere niemand die eigenen Städte.
Am 10. April 2011 forderte der Vorsitzende der Arabischen Liga Amr Musa eine Flugverbotszone für den Gazastreifen, um Angriffe der israelischen Luftwaffe zu stoppen.

### Weitere Enthaltungen zur Resolution durch Staaten
Neben dem EU-Mitglied Deutschland nahmen sämtliche nord- und mitteleuropäischen EU-Mitgliedstaaten (Estland, Lettland, Litauen, Polen, Tschechien, Slowakei, Ungarn, Rumänien und Bulgarien) sowie Finnland, Schweden, Irland und Österreich nicht am Militäreinsatz teil. So enthielt sich beispielsweise auch das EU-Mitgliedsland Tschechien und entsandte im Vorfeld des Militäreinsatzes in Libyen keine eigene militärische Unterstützung. Eine spätere Einbindung dieser europäischen Staaten erfolgte erst mit der Übertragung des Führungskommandos auf die NATO.

## Kritik an der Resolution

### Kritik anderer Staaten
China
Das chinesische Außenministerium veröffentlichte eine Erklärung, in der es seinen Respekt für die Souveränität und Unabhängigkeit Libyens betonte. China lehne Gewalt in internationalen Beziehungen ab. Es äußerte „ernste Bedenken“ gegen die Resolution und forderte, die Krise im Dialog zu lösen.
Russland
Das russische Abgeordnetenhaus, die Duma, billigte in einer offiziellen Entschließung die Enthaltung Russlands. Sie warf den Befürwortern der Flugverbotszone vor, die russischen Bemühungen, den Konflikt in Libyen mit politischen Mitteln friedlich zu lösen, hintertrieben zu haben. Präsident Dmitri Medwedew müsse nun im Sicherheitsrat darauf hinwirken, dass das Militärbündnis seinen Einsatz in Libyen auf das Erreichen humanitärer Ziele beschränke.
Der russische Ministerpräsident Wladimir Putin bezeichnete einige Tage zuvor die Resolution 1973 in einer persönlichen Stellungnahme als „unvollwertig“ und „schädlich“ und verglich sie mit einer Aufforderung zum Kreuzzug. Sie gestatte allen, alles zu unternehmen, alle Maßnahmen gegen einen souveränen Staat. Der russische Staatspräsident Dmitri Medwedew wies den Vergleich mit dem Kreuzzug zurück. Die Wortwahl fördere den „Kampf der Zivilisationen“.
Am 12. August 2011 hatte auch Russland den UN-Sanktionen zugestimmt und beteiligte sich am Einreiseverbot für Muammar al Gaddafi und weiteren Personen, der Sperrung von Konten von al-Gaddafi sowie von Mitgliedern seiner Familie und seiner Führungsriege, einem Flugverbot für libysche Maschinen und der möglichen Kontrolle von verdächtigen libysche Schiffe auf hoher See durch russische Seestreitkräfte.
Indien
Der indische UN-Botschafter Hardeep Singh Puri kritisierte weitreichende Maßnahmen der Resolution ohne Antworten auf grundlegende Fragen. Es gebe keine ausreichenden Informationen als Grundlage. Gefürchtet wurde eine Gefährdung der Territorialen Integrität und der Zivilbevölkerung Libyens.
Brasilien
Der UN-Botschafter Brasiliens Maria Luisa Viotti sagte, man sei nicht überzeugt, die angedrohten militärischen Maßnahmen würden zum sofortigen Ende der Gewalt und Schutz von Zivilisten führen.
Nicaragua
Der nicaraguanische Präsident Daniel Ortega verurteilte die Resolution 1973. Das ganze Interesse bestehe darin, sich des Öls zu bemächtigen, die Demokratie sei nur ein Vorwand; „was sie wollen, ist das Öl Libyens und sie streiten unter sich, wer als Erster ankommen werde, um Libyen zu besetzen“. Die UN, so Ortega, habe sich in „ein Instrument der Mächte, des Todes und des Krieges“ umgewandelt.

### Völkerrecht
Reinhard Merkel, Professor für Strafrecht und Rechtsphilosophie an der Universität Hamburg, beurteilt die Resolution und die Militärintervention in Libyen, die sich auf sie beruft, als völkerrechtswidrig. Das militärische Eingreifen in einen Bürgerkrieg auf fremdem Territorium sei durch zahlreiche völkerrechtliche Normen verboten, so etwa in Artikel 3 des Zweiten Zusatzprotokolls zu den Genfer Konventionen von 1977 oder in der Entscheidung des Internationalen Gerichtshofs im Streitfall „Nicaragua v. United States of America“ von 1986. Ein militärisches Eingreifen von außen sei nur im Extremfall zulässig, wenn nämlich ein Völkermord oder ein systematisches Verbrechen gegen die Menschlichkeit gemäß Artikel 7 des Statuts des Internationalen Strafgerichtshofs verhindert werden müsse. Nur dann sei eine humanitäre Intervention legitim.
Christian Tomuschat, Professor emeritus für Öffentliches Recht, Völker- und Europarecht an der Humboldt-Universität Berlin widersprach Reinhard Merkel. Merkels Denkmodell beziehe sich auf „das schlichte Denkmodell von Staat zu Staat.“ Hier handele es sich aber nicht „um Auseinandersetzungen im klassischen zwischenstaatlichen System“, denn schließlich habe der Sicherheitsrat der Vereinten Nationen interveniert.
Gunnar Heinsohn, Autor der ersten Genozid-Enzyklopädie Lexikon der Völkermorde, bezeichnet die Resolution als „Musterbeispiel“ für Einseitigkeit. Dass die libysche Führung Söldner gegen die Aufständischen einsetze, verurteile die Resolution. Dass aber von den Aufständischen Schwarzafrikaner unter dem Vorwurf, Söldner zu sein, umgebracht wurden, sei von der Resolution weder angemahnt noch mit Sanktionen bedroht worden. Bei diesen Massakern handele es sich möglicherweise um Völkermordakte der Aufständischen an den schwarzafrikanischen Minderheiten.
Der deutsche Politikwissenschaftler August Pradetto nennt die Resolution „eine konfuse, unüberlegte Ermächtigung, die außer dem Nichteinsatz von Bodentruppen […] praktisch alles erlaubt und alles offen lässt – mit kaum abschätzbaren Konsequenzen nicht nur für die humanitäre Lage in Libyen und für die Entwicklung im arabischen Raum und in Nordafrika, sondern auch für Europa und den Westen.“
Dagegen bewertet Peter Hilpold, Professor für Völkerrecht und Europäisches Recht an der Universität Innsbruck, die Resolution als „historisch“. Sie sei „Beleg für die Bereitschaft der Staatengemeinschaft, für die Einhaltung grundlegender Menschenrechte einzustehen“.
Nach Auffassung von Richard N. Haass, dem Präsidenten des Council on Foreign Relations, gab es keine überzeugenden Beweise dafür, dass ein größeres Massaker oder ein Genozid wahrscheinlich gewesen sei oder gar unmittelbar bevorstand. Mit dem „drohenden Massaker“ hatten Befürworter der Resolution für eine möglichst schnelle Beschlussfassung über die Flugverbotszone zum Schutz der Zivilisten argumentiert.

## Auseinandersetzung über die Enthaltung Deutschlands
In seiner Regierungserklärung vor dem Deutschen Bundestag am 16. März 2011 sagte Bundesaußenminister Westerwelle, die Flugverbotszone werfe mehr Fragen und Probleme auf, als sie zu lösen verspreche. Es handele sich um eine militärische Intervention, bei der nicht einmal klar sei, dass sie in einem Land wie Libyen wirkungsvoll sein könne. Es bestehe die Gefahr, dass am Ende genau das Gegenteil stehe, als was man damit politisch zu erreichen beabsichtige. Das sei zu befürchten, wenn „unser Handeln“ zu mehr Gewalt statt zu Freiheit und Frieden führe. Das Ergebnis davon wäre dann keine Stärkung, sondern eine Schwächung der demokratischen Bewegungen in der Region, weil die Folgen eines Militäreinsatzes auf die gesamte nordafrikanische Region und die gesamte arabische Welt ausstrahlten. Niemand solle sich der Illusion hingeben, es gehe bei einer Flugverbotszone „lediglich um das Aufstellen eines Verkehrsschildes“. Man wolle und dürfe nicht zur „Kriegspartei in einem Bürgerkrieg“ werden. Dazu könne es kommen, wenn die Angriffe am Boden trotz der Flugverbotszone weitergingen. Die Bekämpfung der Panzer Gaddafis aus der Luft und sogar die Entsendung von Bodentruppen könne dann unausweichlich werden. Auf diese „schiefe Ebene“ wolle man sich nicht begeben. Die Alternative zur Flugverbotszone sei jedoch „nicht Tatenlosigkeit“, sondern gezielte Sanktionen zur Erhöhung des Drucks auf Gaddafi. Zudem habe man „in den vergangenen Tagen“ erste Kontakte mit dem Nationalen Übergangsrat geknüpft, in dem Guido Westerwelle einen wichtigen politischen Ansprechpartner erkennt.
In den Fraktionen des deutschen Bundestags gab es weitgehende Zustimmung für die deutsche Enthaltung, selbst von der Opposition. Die Entscheidung stieß aber auch auf Ablehnung; Rolf Mützenich vermutete innenpolitische Gründe durch bevorstehende Landtagswahlen, Heidemarie Wieczorek-Zeul bezeichnete es als „Schande“, dass sich Deutschland dem Prinzip der Schutzverantwortung entziehe und Omid Nouripour bezeichnete die Entscheidung als „Blamage“.
Innerhalb der Parteien gab es – mit Ausnahme der Linkspartei – unterschiedliche Positionen. Kritisiert wurde vor allem mangelnde Bündnissolidarität und eine isolierte Position.
Bundestagspräsident Norbert Lammert kritisierte, zwischen einem Ja zu einer Flugverbotszone und einer Beteiligung deutscher Soldaten bestehe kein unmittelbarer Zusammenhang.
Die außenpolitische Sprecherin der Grünen im Bundestag Kerstin Müller hielt die Enthaltung für eine „schwerwiegende Fehlentscheidung“.
Einige ehemalige Amtsträger kritisierten die Entscheidung scharf.
Der ehemalige deutsche Diplomat und Völkerrechtler Wolfgang Ischinger konnte Skepsis an der Resolution nachvollziehen, vertrat aber der Auffassung, dass es „vielleicht […] außenpolitisch leichter“ gewesen wäre, man hätte zugestimmt, denn viele Teile der Resolution würden von der Bundesregierung mitgetragen.
Der deutsche Professor für Internationale Beziehungen an der Universität Zürich Dieter Ruloff sagte, Deutschland sei Franzosen und Briten in den Rücken gefallen und kritisierte die Politik als „Desaster“ mit „Pirouetten […] gegenüber Libyen“.
Die Leiterin des Berliner Büros des European Council on Foreign Relations Ulrike Guérot sah die Position im Zusammenhang eines „deutsche[n] Nationalismus“. Deutschland interessiere sich „schon seit einiger Zeit kaum noch für Europa“.
In Teilen der deutschen Presse wird wegen der Enthaltung als Flucht aus der Verantwortung kritisiert und ein Vertrauensverlust bei verbündeten Staaten befürchtet. Noch nie habe sich Deutschland gegen alle wesentlichen westlichen Partner gestellt.

### Meinungen im Ausland
Die französische Presse kritisiert die deutsche Entscheidung teilweise heftig und zitiert auch französische Diplomaten entsprechend. Die Stimmenenthaltung sei ein „Fehler mit unabsehbaren politischen Kosten“.
Der französische Journalist und Philosoph Bernard-Henri Lévy bezeichnet die deutsche Haltung als „eine Katastrophe, vor allem für die Libyer, aber auch für die Deutschen“. Deutschland habe „alle Grundlagen der deutschen Außenpolitik seit Kriegsende über den Haufen geworfen“ und werde „noch bitter bezahlen“.
Andere europäische Zeitungen meinen, die deutsche Position sei unklar und Deutschland habe sich „ins Abseits begeben“.
Abdel Hafiz Ghoga, Sprecher des Nationalen Übergangsrats in Bengasi, äußerte sich gegenüber der Welt am Sonntag enttäuscht über das deutsche Votum: „Wir werden uns später daran erinnern, wer uns aus der internationalen Gemeinschaft beigestanden hat und wer nicht.“
Das MdEP für KSČM und stellvertretender Vorsitzender des Zentralkomitees der KSČM Jiří Maštálka äußerte seine Zufriedenheit mit der deutschen Stellung. Als möglichen Grund dafür nennt er die Tatsache, dass Deutschland keine offensichtliche koloniale Vergangenheit wie Großbritannien und Frankreich hat. Deshalb seien die deutschen Politiker, so Maštálka, vorsichtiger hinsichtlich der Gewaltausübung.